# Sendai 89ers
Il Sendai 89ers (仙台89ERS) è una società cestistica avente sede a Sendai, in Giappone. Fondata nel 2005, gioca in B.League.

## Storia
Il Sendai 89ers è una squadra di pallacanestro giapponese fondata a Sendai nel 2005. Ha partecipato in Bj league dal 2005 al 2016. Attualmente gioca in B1 League, la massima serie del campionato giapponese di pallacanestro.